# Ричмонд (Вермонт)
Ричмонд (англ. Richmond, Vermont) — город в округе Читтенден штата Вермонт.
Город расположен на западных склонах Зелёных гор на востоке долины озера Шамплейн. С востока на запад город пересекает река Винуски.
Население — 4090 жителей (2000), из них 98,36 % — белой расы. 5,1 % жителей проживают за чертой бедности. 29,3 % жителей города младше 18 лет, 6,8 % — старше 65 лет.
В Ричмонде расположен национальный исторический памятник — Круглая церковь, построенная в 1813—1814 годах.